# Marc Fanni
Marc Fanni (en llatí Marcus Fannius) va ser un magistrat romà del segle II aC. Formava part de la gens Fànnia, una gens romana d'origen plebeu.
Va ser un dels jutges de la causa coneguda per Quaestio de Sicariis on s'acusava Sext Rosci d'Amèria d'haver mort el seu pare, l'any 80 aC. Rosci va ser defensat per Ciceró, i encara es conserva el discurs de defensa, Pro Roscio Amerino.